# 松原由美子
松原 由美子 （まつばら ゆみこ）は、同姓同名が存在するため、以下を参照のこと。

## 松原 由美子（児童文学作家）
松原 由美子（まつばら ゆみこ、1960年 - ）は、日本の児童文学作家。東京都出身。日本大学文理学部卒。1999年『双姫湖のコッポたち』で児童文芸新人賞受賞。

### 主要作品リスト
- 『花くいクジラ』 ISBN 4874526381
- 『双姫湖のコッポたち』 ISBN 4338089318

## 松原 由美子（漫画家）
松原 由美子（まつばら ゆみこ）は、ある男性漫画家のいくつかあるペンネームの一つ。この名義のものでは作品中で女性を装っていた。
『真夜中のエンジェル』はカセットブックにもなった。

### 単行本全リスト
- 『ロリコングラフティ』 松文館、1985。
- 『真夜中のエンジェル』 松文館、1988。ISBN 4790100316
  - カセット：ISBN 4886727433